# Teixeirinha
Vítor Mateus Teixeira, mais conhecido como Teixeirinha (Rolante, Santo Antônio da Patrulha, 3 de março de 1927 — Porto Alegre, 4 de dezembro de 1985), foi um cantor, compositor, radialista e cineasta brasileiro, um dos maiores expoentes da música gaúcha. Recordista em vendas no Brasil, recebeu o apelido de Rei do Disco.

## Biografia

### Infância
Vítor Mateus Teixeira nasceu no então distrito de Rolante, na época pertencente ao município de Santo Antônio da Patrulha, no Rio Grande do Sul. Era filho de Saturnino Teixeira, um trabalhador rural e de Ledurina Mateus Teixeira. Teve um irmão e duas irmãs. Aos 7 anos de idade, seu pai morreu, vítima de um infarto. Os três irmãos de Teixeirinha foram entregues para adoção depois da morte do pai. Aos 9 anos de idade, enquanto Vítor estava na escola, Ledurina, que sofria de epilepsia, queimava lixo em uma fogueira quando desmaiou repentinamente depois de sofrer uma convulsão e caiu sobre a fogueira, morrendo três dias depois devido à gravidade das queimaduras. A tragédia ocorrida com sua mãe inspirou a música Coração de Luto, escrita por ele, que foi regravada mais tarde por diversos intérpretes, entre eles, a dupla Milionário e José Rico, com uma roupagem mais próxima da música sertaneja.
Após a morte de sua mãe, Vítor, agora órfão, foi morar com parentes, mas eles não tinham condições de sustentá-lo. Devido a isso, ele saiu de sua cidade natal e passou pelas cidades de Taquara, Santa Cruz do Sul, Soledade, Passo Fundo e Porto Alegre. Aprendeu a ler nos poucos meses em que frequentou a escola e fez muitos pequenos trabalhos eventuais e subempregos para se sustentar, como trabalhar em fazendas e entregar jornais. Aos 18 anos, alistou-se no Exército Brasileiro, mas não chegou a servir. Nessa ocasião, foi trabalhar no Departamento Autônomo de Estradas de Rodagem, como operador de máquinas, onde ficou por seis anos. A partir daí, Teixeirinha saiu para tentar iniciar sua carreira artística, viajando pelas cidades de Lajeado, Estrela, Rio Pardo e Santa Cruz do Sul e cantando nas estações de rádio locais. Em Santa Cruz do Sul, Teixeirinha conheceu sua primeira esposa, Zoraida Lima Teixeira, com quem se casou em 1957. O casal mudou para Soledade e depois para Passo Fundo, onde Teixeirinha cantou na Rádio Municipal. Nas horas vagas, era solicitado para animar festas, Teixeirinha cantava muitas vezes enquanto os artistas que iriam se apresentar não chegavam.

### Carreira artística
Depois de três anos cantando nas estações de rádio, em 1959, Teixeirinha recebeu o seu primeiro convite para gravar um disco, em São Paulo, onde produziu O Gaúcho Coração do Rio Grande, seu primeiro álbum, lançado um ano depois, em 1960. Na mesma cidade Teixeirinha também gravou as canções Xote Soledade e Briga no Batizado. Em julho do mesmo ano, lançou Coração de Luto, que fez parte do lado B do disco de 78 rotações que também acompanhava a música Gaúcho de Passo Fundo, no lado A. 
Teve como primeiro acordeonista Ademar Silva  que na época tinha apenas 15 anos; em 1961 Teixeirinha conheceu a acordeonista Mary Terezinha enquanto tocavam na Rádio Bagé. Mary acompanhou Teixeirinha por 22 anos. Na década de 1970, a carreira musical de Teixeirinha alcançou projeção nacional e internacional, cantando em várias cidades brasileiras e tendo feito turnês em Portugal, Espanha e em países da América do Sul, além de 15 shows nos Estados Unidos em 1973 e 18 shows no Canadá em 1975.
Apesar do sucesso nacional e internacional, Teixeirinha foi alvo de duras críticas. Suas músicas, à época, eram consideradas de mau gosto pela crítica. Teixeirinha chegou a ser acusado de usar a morte da mãe para obter fama. Em 1970, quando Teixeirinha participou ao vivo no programa de televisão A Grande Chance, pela extinta Rede Tupi, o apresentador Flávio Cavalcanti destruiu os LPs do cantor ao vivo.
Como cineasta, em 1966, escreveu o roteiro do filme Coração de Luto, baseado na música de mesmo nome, lançado em 1967 pela Leopoldis-Som, dirigido por Eduardo Llorente. Em 1969, ele estrelou o filme Motorista sem Limites e no mesmo ano, fundou a produtora Teixeirinha Produções Artísticas, em 1970, com a qual produziu dez filmes.
Como radialista, apresentou o programa Teixeirinha Amanhece Cantando, que foi transmitido pelas rádios Farroupilha e Gaúcha durante a década de 1970.
Teixeirinha foi recordista de vendas de discos no Brasil, sendo que, até 1983, havia lançado mais de 50 álbuns e composto por volta de 1.200 canções. Registros oficiais afirmam que Teixeirinha vendeu mais de 18 milhões de discos. No entanto, esse número é contestado, já que se trata de um artista local, sem certificados pela Pro-Música Brasil e que teve o auge da carreira em uma época em que a venda de mais de 30 mil cópias era considerado um grande sucesso, devido à pouca quantidade de vitrolas existentes no Brasil e a baixa produtividade de LPs. Até sua morte, Teixeirinha recebeu 13 discos de ouro.

### Anos finais e morte

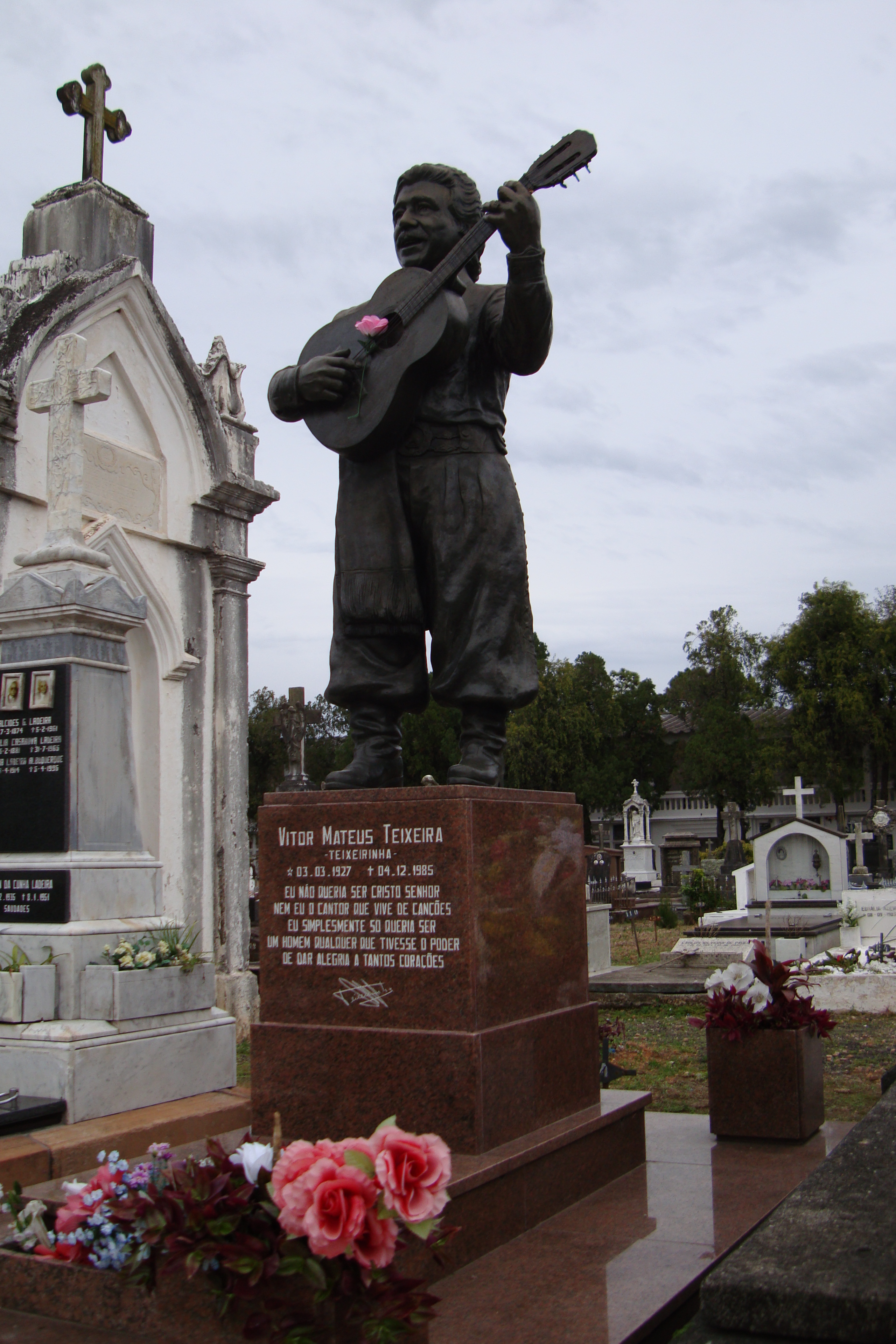
Túmulo de Teixeirinha, no Cemitério da Santa Casa de Misericórdia, em Porto Alegre

Em 1978, Mary Terezinha começou a se afastar de Teixeirinha. Em 1983, Mary se separara definitivamente de Teixeirinha, deixando um bilhete, que dizia "Não me farei mais presente ao seu lado". Ao ler o bilhete, o cantor sofreu um pré-infarto, mas se recuperou. Pouco tempo depois, Teixeirinha foi diagnosticado com um linfoma. A doença, junto com a separação de Mary, cuja relação com ele havia saído dos palcos e gerado dois filhos, trouxeram tristeza para o cantor. Apesar disso, Teixeirinha ainda lançou ainda três álbuns. Seu último LP, foi lançado um dia depois de sua morte.
Teixeirinha chegou a fazer sessões de radioterapia em São Paulo, mas o tumor nas glândulas linfáticas se agravou. Faleceu em sua casa, em 4 de dezembro de 1985. Deixou sete filhas e dois filhos: Sirley Marisa,com Idalina Silva. Liria Luiza e Victor Mateus Teixeira Filho Com Maria Ezi Pereira. Nancy Margareth, Gessi Elizabeth; Fátima Lisete e Márcia Bernadeth, com Zoraida Lima Teixeira, e Alexandre e Liane Ledurina com Mary Terezinha. Seu corpo foi sepultado no Cemitério da Santa Casa de Misericórdia, em Porto Alegre. Todos os detalhes de seu funeral foram especificados na canção A Morte Não Marca Hora, lançada em 1984. Em seu túmulo, Teixeirinha foi homenageado com uma estátua dele com seu violão, conforme seu desejo expressado nessa música. Em Passo Fundo, Teixeirinha também foi homenageado com uma estátua.

## Discografia

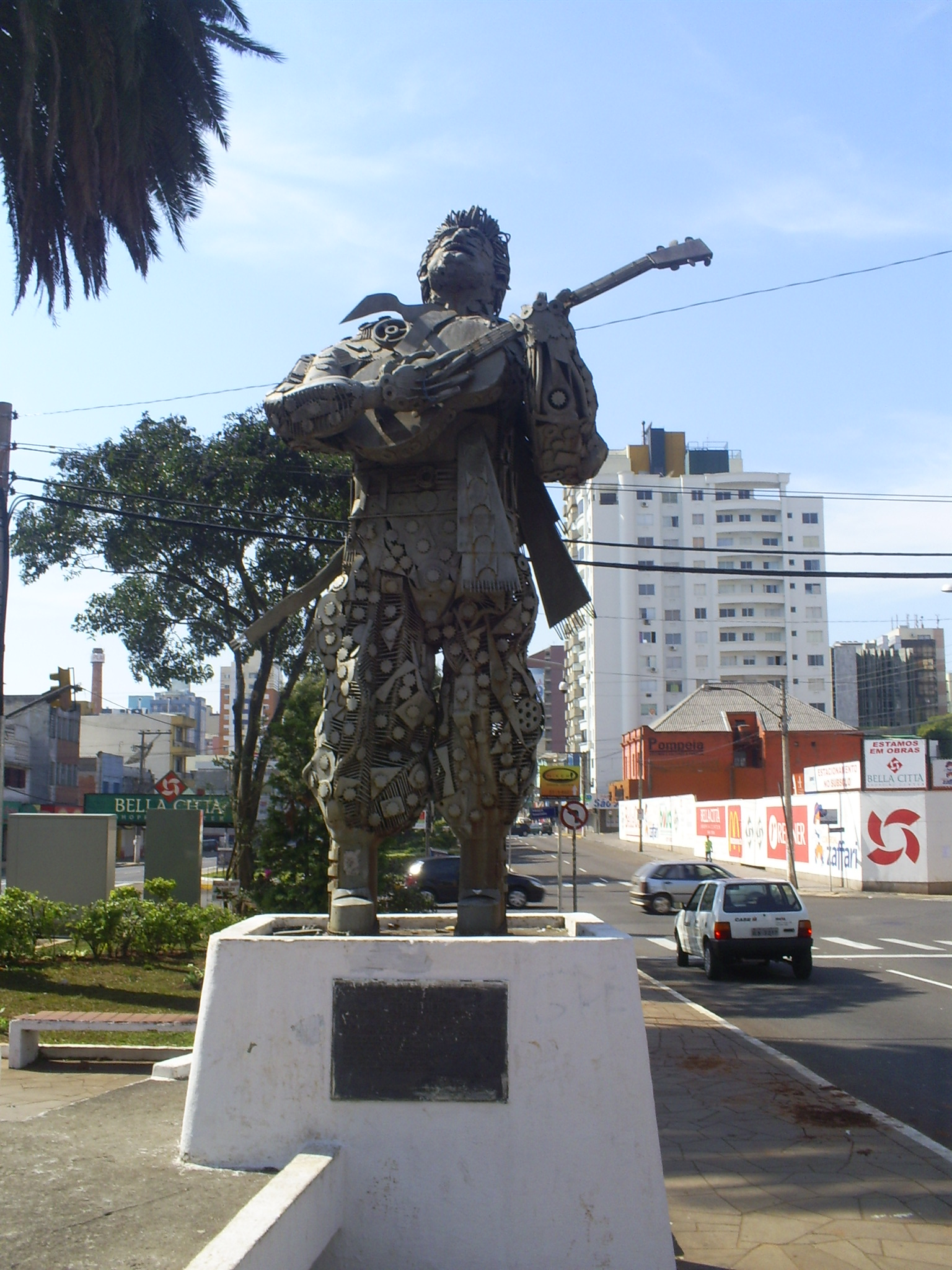
Estátua de Teixeirinha na cidade de Passo Fundo, considerado um dos símbolos da cidade, sendo também um de seus cartões postais.

### Álbuns de estúdio
- 1960 - O Gaúcho Coração do Rio Grande (Gravações Elétricas S.A.)[12]
- 1961 - Assim é Nos Pampas (Chantecler)
- 1961 - Um Gaúcho Canta Para o Brasil (Chantecler)
- 1962 - O Gaúcho Coração do Rio Grande, Volume 2 (Chantecler)
- 1963 - Saudades de Passo Fundo (Chantecler)
- 1963 - Êta Gaúcho Bom (Chantecler)
- 1964 - Gaúcho Autêntico (Chantecler)
- 1964 - O Canarinho Cantador (Chantecler)
- 1964 - Teixeirinha Show (Chantecler)
- 1965 - Bate, Bate Coração (Chantecler)
- 1965 - Disco de Ouro (Chantecler)
- 1965 - O Rei do Disco (Chantecler)
- 1966 - Teixeirinha no Cinema (Chantecler)
- 1967 - Trilha Sonora do Filme Coração de Luto (Chantecler)
- 1967 - Mocinho Aventureiro (Copacabana)
- 1968 - Última Tropeada (Copacabana)
- 1968 - Teixeirinha o Rei (Copacabana)
- 1969 - Dorme Angelita (Copacabana)
- 1969 - O Melhor do Desafio - Teixeirinha e Mary Terezinha (Copacabana)
- 1970 - Carícias de Amor (Copacabana)
- 1971 - Chimarrão da Hospitalidade (Copacabana)
- 1971 - Entre a Cruz e o Amor (Copacabana)
- 1972 - Trilha Sonora do Filme Ela Tornou-se Freira (Copacabana)
- 1972 - Último Adeus (Copacabana)
- 1973 - O Internacional (Continental) [13]
- 1973 - Teixeirinha Sempre Teixeirinha (Copacabana)
- 1974 - Última Gineteada (Copacabana)
- 1974 - Trilha Sonora do Filme Pobre João (Copacabana)
- 1975 - Lindo Rancho (Copacabana)
- 1975 - Aliança de Ouro (Copacabana)
- 1977 - O Novo Som de Teixeirinha (Copacabana)
- 1977 - Norte a Sul (Copacabana)
- 1977 - Canta meu Povo (Copacabana)
- 1978 - Amor de Verdade (Copacabana)
- 1979 - Menina da Gaita (Copacabana)
- 1979- 20 Anos de Glória (Copacabana)
- 1980 - Menina Margareth (Chantecler)
- 1981 - Rio Grande de Outrora (Chantecler)
- 1981 - Trilha Sonora do Filme A Filha de Iemanjá (Chantecler)
- 1982 - 10 Desafios Inéditos - Teixeirinha e Mary Terezinha (Chantecler)
- 1983 - Chegando Longe (Chantecler)
- 1984 - Quem é Você Agora (Chantecler)
- 1984 - Guerra dos Desafios - Teixeirinha e Nalva Aguiar (Chantecler)
- 1985 - Amor aos Passarinhos (Chantecler)
- 2020 - Inéditas (Nikita Music)

### Coletâneas
- 1967 - Os Grandes Sucessos de Teixeirinha (Chantecler)
- 1968 - Os Grandes Sucessos de Teixeirinha, Vol.2 (Chantecler)
- 1975 - Coração de Luto (Copacabana)
- 1976 - Teixeirinha no Xote, Vol.1 (Copacabana)
- 1976 - Teixeirinha no Xote, Vol.2 (Copacabana)
- 1977 - Milongas (Copacabana)
- 1984 - 25 Anos de Sucesso (Chantecler)
- 1985 - Recado do Céu (Chantecler)
- 1985 - Último Adeus (Copacabana)
- 1988 - Relembrando o Rei do Disco (Chantecler)
- 1990 - As Preferidas de Teixeirinha (Chantecler)
- 1990 - Revivendo Teixeirinha (Phonodisc)
- 1994 - Milonga da Fronteira (Phonodisc)
- 1995 - Dose Dupla, Vol.1 (WEA)
- 1995 - Dose Dupla, Vol.2 (WEA)
- 1995 - Dose Dupla, Vol.3 (WEA)
- 1995 - Dose Dupla, Vol.4 (WEA)
- 1998 - Raízes dos Pampas, Vol.1 (EMI)
- 1999 - Raízes dos Pampas, Vol.2 (EMI)
- 1999 - Popularidade (WEA)
- 2000 - Bis Sertanejo (EMI)
- 2001 - Pra Sempre (EMI)
- 2003 - Os Gigantes (WEA)
- 2006 - Warner 30 Anos (WEA)
- 2006 - Nova Série (WEA)
- 2009 - Super 3 (WEA)
- 2009 - O Rei dos Pampas (WEA)
- 2011 - Sucessos Inesquecíveis do Vinil (resgate)

### Álbuns especiais
- 1994 - Teixeirinha Canta Com Amigos
- 1998 - Raízes dos Pampas Vol.1
- 1999 - Raízes dos Pampas Vol.2
- 2007 - Especial Teixeirinha
- 2010 - Sucessos de Teixeirinha - Teixeirinha Filho e Neto
- 2018 - Popularidade

## Canções mais conhecidas
- "Coração de Luto"
- "Querência Amada"
- "Gaúcho de Passo Fundo"
- "Tropeiro Velho"
- "Velho Casarão"
- "O Colono"
- "Tordilho Negro"
- "A Morte Não Marca Hora"
- "Quem é Você Agora"
- "Valsa das Flores"
- "Aliança de Ouro"
- "Espero Ser Feliz"
- "Mocinho Aventureiro"
- "Olhar Feiticeiro"
- "Xote Soledade"
- "Não e Não"
- "Gaita e Violão"
- E Tantas Outras...

## Filmografia
Em 1964, Teixeirinha escreveu a história do filme “Coração de Luto”, que foi produzido pela Leopoldis Som, em 1967, outro recorde de bilheteria. Em 1969, encenou no filme “Motorista sem Limites” juntamente com Valter D’Avila, produzido por Itacir Rossi. Em 1970 criou sua própria produtora a Teixeirinha Produções Artísticas Ltda. Pela qual escreveu, produziu e distribuiu dez filmes.
- 1967 - Coração de Luto
- 1970 - Motorista sem Limites
- 1972 - Ela Tornou-se Freira
- 1973 - Teixeirinha a 7 Provas
- 1974 - O Pobre João
- 1975 - A Quadrilha do Perna-Dura
- 1976 - Carmen a Cigana
- 1977 - Na Trilha da Justiça
- 1978 - Gaúcho de Passo Fundo
- 1979 - Meu Pobre Coração de Luto
- 1980 - Tropeiro Velho
- 1981 - A Filha de Iemanjá